# エレクトロン (ISS)

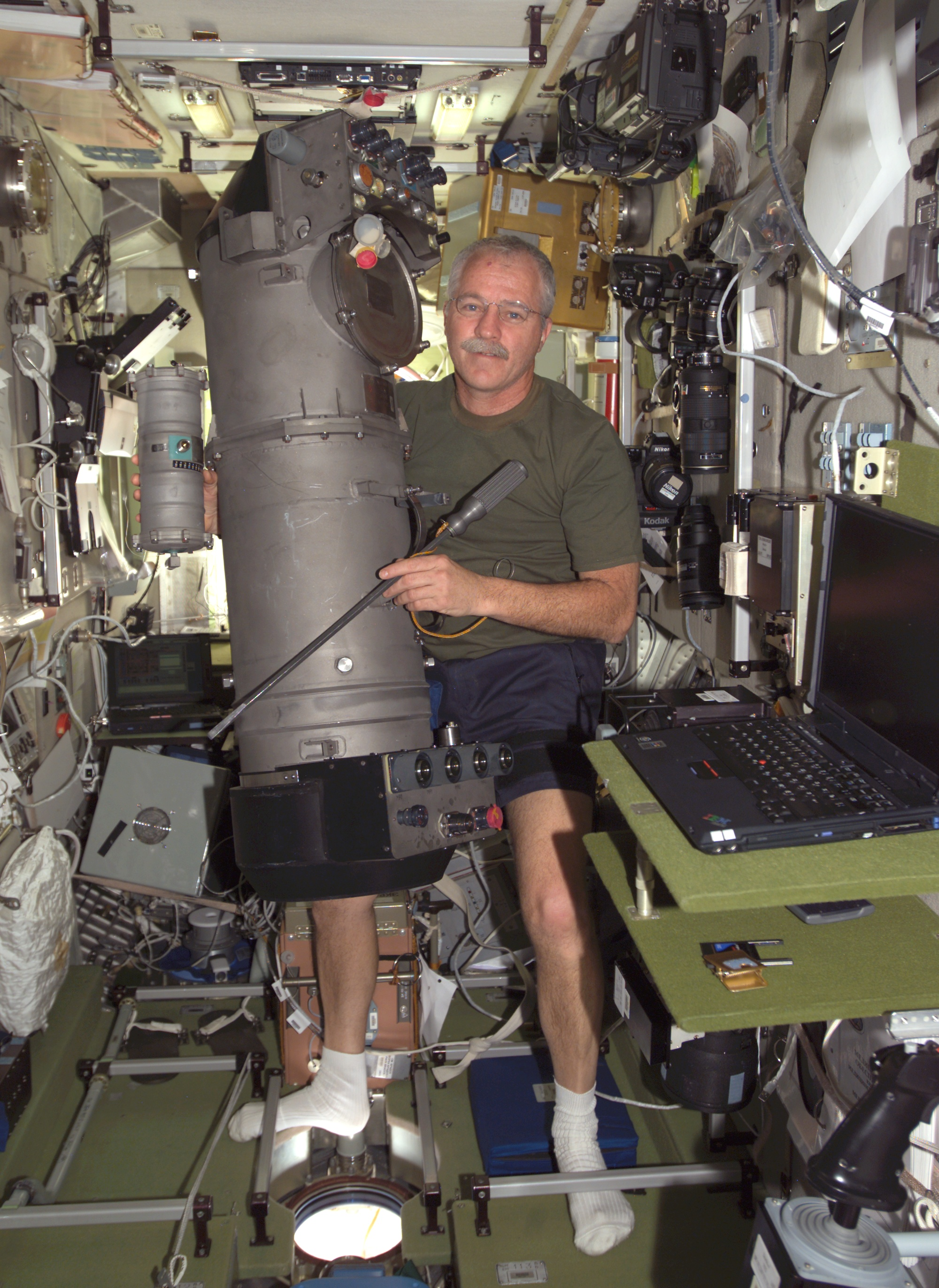
エレクトロンの作業をしているジョン・L・フィリップス飛行士

エレクトロン（Elektron）は、国際宇宙ステーション (ISS) で使われているロシア製の酸素発生装置である。エレクトロンは電気分解で酸素を生成する。この製法では、ステーション内で他から回収した水分子を電気分解して酸素と水素に分離する。酸素は船室内に放出され、水素は船外に廃棄される。
国際宇宙ステーションの3基のエレクトロン酸素発生装置は不具合が起こりがちで、酸素ボンベや固体燃料酸素発生装置（Solid Fuel Oxygen Generation : SFOG）キャニスターなどの予備装置を使わなければならなくなることがある。各キャニスターは、1人が1日に必要な酸素を供給できる。
ロシアのエレクトロン酸素システムを補って、最終的には6人の乗組員を支えるために、NASAはSTS-121のディスカバリーで同様のアメリカ製のシステムを届けた。これは2007年から運用が開始されることになっている。

## エレクトロンの故障
- 2004年9月8日 : エレクトロン・ユニットが原因不明の障害で停止。2週間の修理の後にユニットを再起動したものの、すぐに停止してしまった。結局ユニットで発生したガスの泡が原因であることが突き止められたが、プログレス補給船が10月に到着するまでエレクトロンは機能しないままであった[2]。
- 2005年1月1日 : エレクトロン・ユニットが故障し、代わりに直前に到着したプログレス補給船の酸素供給を利用した[3]。
- 2006年9月18日 : 調子の悪いエレクトロン・ユニットから発生した煙により、NASAのフライトエンジニアが「宇宙船緊急事態」を宣言。焦げ臭いにおいから、別のエレクトロンの火災が疑われたが、そのユニットは「非常に熱い」だけであった。無臭で腐食性がある水酸化カリウムが漏れ出し、ISSクルーはやむを得ず手袋とフェイス・マスクを装着した。ゴム製の密封シールが過熱したために、異臭が発生したものと推測されている。事件が起きたのは、スペースシャトル・アトランティスが分離した直後、補給ミッション（宇宙旅行者のアニューシャ・アンサリが搭乗）が到着する直前である[4]。2006年10月のプログレス補給船で新しい弁とケーブルが届けられ、2006年11月にようやくエレクトロンは復旧した[5]。